# Hermann Walther (Mediziner)
Hermann Walther (* 15. Mai 1815 in Dresden; † 16. April 1871 ebenda) war ein deutscher Internist.

## Leben

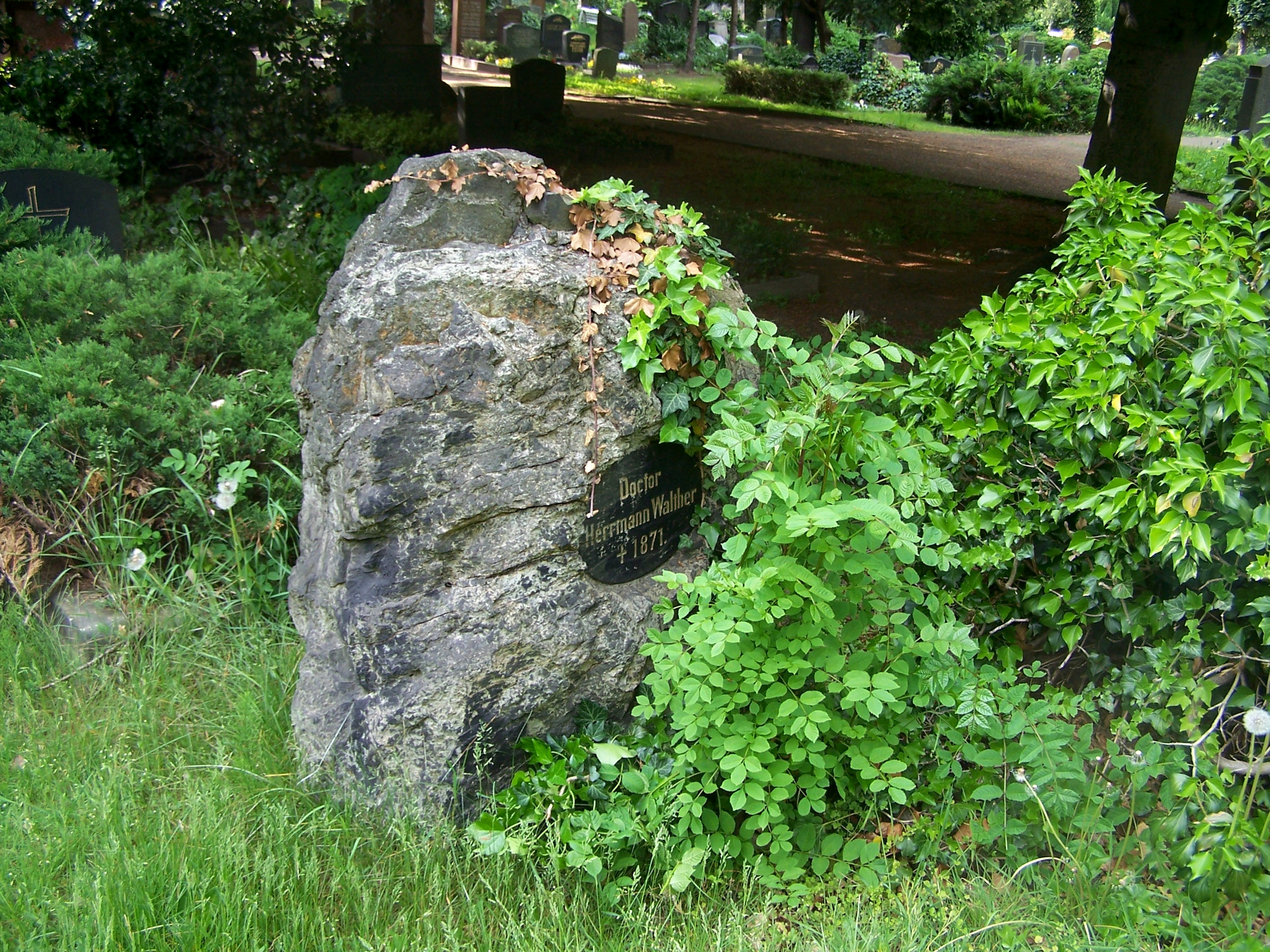
Grab von Hermann Walther in Dresden

Hermann Walther studierte ab 1834 Medizin an der Universität Leipzig und verteidigte daselbst am 21. August 1838 seine Dissertationsschrift De vi nervorum in secretionibus regundis. Nach einer längeren wissenschaftlichen Reise durch Deutschland und Frankreich ließ er sich in Dresden als praktizierender Arzt nieder. Bei der Eröffnung des Städtischen Krankenhauses erhielt er 1850 die Stellung als Oberarzt der inneren Abteilung; der Chirurg Eduard Zeis übernahm die Leitung der äußeren Abteilung. Später war Walther dann außerdem königlicher Leibarzt, geheimer Medizinalrat und Referent im Ministerium des Innern. 1864 wurde er zum Präsidenten des Landes-Medizinal-Kollegiums ernannt. Am 21. August 1863 wurde er mit dem Beinamen Hippocrates IV. in die Deutsche Akademie der Naturforscher Leopoldina gewählt. Im Jahr 1871 verstarb er an Diabetes mellitus und wurde auf dem Inneren Neustädter Friedhof beigesetzt.
Nach seinem Tod wurde 1875 die unweit des Krankenhauses gelegene Waltherstraße und später die sich im Straßenverlauf befindliche Walther(straßen)brücke nach ihm benannt.

## Werke
- De vi nervorum in secretionibus regundis. Staritz, Lipsiae 1838 (Latein).